# 妻木頼隆
妻木 頼隆（つまき よりたか、寛文9年（1669年） - 延享2年6月27日（1745年7月26日））は、江戸時代の旗本（石高3,000石）。下郷妻木家4代目。妻木頼保の子。通称は平七郎。
宝永4年（1707年）に父が奈良奉行在任中に病死し家督を継ぐ。宝永5年に使番となり、宝永6年に大坂城目付代として大坂に赴く。宝永7年越後国村上城、正徳元年（1711年）に伊勢国桑名城の城引渡し役をこなす。享保2年（1717年）に巡検使として九州各地（豊前・豊後を除く）を回る。享保4年（1719年）9月より翌年3月迄長崎目付を務めた。享保9年（1724年）に浦賀奉行となり、退任後は西丸留守居を歴任した。延享2年に77歳で病没し江戸・赤坂の龍泉寺に葬られた。